# Herman V van Woerden
Herman V van Woerden (Latijn: Hermannus de Worden of Worthene) (1202 - 1252) was heer van Woerden en ook heer of schout van de heerlijkheid ter Vliet.
Hij was een zoon van heer Herman (IV) van Woerden (†1227) en van ene Sofia of Sibylla (Salome dominia de Woerden). De bisschop van Utrecht gaf hem in de jaren 1230 het waarnemerschap als schout over de heerlijkheid ter Vliet en kreeg het enige tijd later als heerser in bezit. Hij nam ook enige tijd zitting in de 10-koppige ministriaal van de bisschop van Utrecht. Herman V van Woerden komt voor het laatst voor in een geschrift van 16 juni 1252; hij wordt op die dag tezamen met Gijsbrecht III van Amstel opgepakt wegens verraad tegenover zittend bisschop Hendrik van Vianden. Herman (V) komt ervanaf met enkele maanden celstraf. Op 22 november 1252 zegelt hij de oorkonde van de zoen van zijn zwager Giselbertus de Goye met het kapittel St. Marie te Utrecht.
Het geslacht van Woerden was door huwelijk nauw verweven met dat van de heren van Amstel. Herman huwde rond 1235 met Clementia Badeloch van Amstel en kreeg (minstens) twee zonen en een dochter met haar:
- Herman VI van Woerden (1235,1240 - 1303/1304)
- Gerrit of Gerard van Woerden, heer Ter Vliet (1240-1316), (zie ook Huis te Vliet (Oudewater))
- Hildegonde of Machteld van Woerden (1235, 1240-1296), huwde mogelijk met heer Gerard van Velsen